# Yaotome (metropolitana di Sendai)
Yaotome (八乙女駅?, Yaotome-eki) è una stazione della metropolitana di Sendai situata nel quartiere di Izumi-ku nella zona nord di Sendai, in Giappone.

## Linee
■ Linea Namboku

## Struttura
La stazione, è dotata di un marciapiede centrale con due binari protetti da porte di banchina a mezza altezza, ed è realizzata in viadotto, con mezzanino sotto il piano del ferro.
| 1 | ■ Linea Namboku | per Sendai e Tomizawa |
| 2 | ■ Linea Namboku | per Izumi-Chūō        |

## Stazioni adiacenti
| «             | Servizio      | »             |
| Linea Namboku | Linea Namboku | Linea Namboku |
| ------------- | ------------- | ------------- |
| Izumi-Chūō    | -             | Kuromatsu     |